# Rally Trophy
Rally Trophy est un jeu vidéo de course de rallye automobile sorti en 2001 sur PC. Il a été développé par Bugbear Entertainment et édité par JoWood Productions.

## Système de jeu
Le joueur est amené, à travers plusieurs modes de jeu comme un championnat ou le contre-la-montre, à prendre le contrôle de 11 véhicules sur 42 pistes à travers le monde. Le jeu dispose, en dehors du mode multijoueur local ou en ligne, d'un mode arcade et d'un mode simulation. Ce dernier va permettre au joueur de régler son véhicule et d'optimiser ou réparer celui-ci entre chaque course. Réglages, réparations et dommages modifient le comportement du véhicule. Chaque véhicule a un comportement différent, et les surfaces modélisées changent également le comportement routier.

## Accueil
Selon l'agrégateur de critiques Metacritic, le jeu est bien accueilli par la presse spécialisée. Avec une moyenne de 82, il obtient des critiques élogieuses pour ses graphismes, sa physique de jeu, et son attention au détail pour la modélisation des véhicules mais également des paysages. Jeuxvideo.com lui accorde la note de 15/20, appréciant les graphismes, le réalisme de la physique du jeu, et notant une certaine difficulté. Gamekult le note 7/10 avec des arguments similaires.
Les joueurs ont, pour la majorité des critiques, également apprécié le jeu,